# 小行星24409
小行星24409（24409 Caninquinn）是一颗绕太阳运转的小行星，为主小行星带小行星。该小行星于2000年1月20日发现。

## 轨道参数
小行星24409的轨道半长轴为472 884 777 km，3.1609945 UA，离心率为0.131。